# Букановская
Бука́новская — станица на северо-западе Волгоградской области, в 50 км от райцентра — станицы Кумылженской. Входит в состав Кумылженского района и является центром Букановского сельского поселения.

## География
Станица расположена на правом берегу реки Хопёр. Ближайшая железнодорожная станция расположена в городе Михайловка, в 100 км северо-восточнее.

## История
Станица основана в 1667 году как Букановский городок. В 1778 году из-за постоянных наводнений жители переселяются на новое место и городок становится станицей.
В декабре 1923 года Михаил Александрович Шолохов приехал в станицу Букановскую, где и посватался к Лидии Громославской — одной из дочерей бывшего станичного атамана Петра Яковлевича Громославского. Но бывший атаман сказал: «Бери Марию, и я сделаю из тебя человека». 11 января 1924 года М. А. Шолохов женился на старшей дочери — Марии Петровне Громославской (1901—1992), которая работала учительницей начальной школы (в 1918 году М. П. Громославская, училась в Усть-Медведицкой гимназии, директором которой в то время состоял Ф. Д. Крюков) Венчание прошло в Покровской церкви.
Станица упоминается в рассказе Шолохова «Судьба человека»: главный герой встречает мальчика-сироту по дороге в Букановскую.

Памятник в станице

В станице похоронен Герой Советского Союза командир пулеметного взвода Ханпаша Нурадилов. Он уничтожил пулемётным огнём 920 гитлеровцев и погиб в бою. В 2010 году усилиями чеченской диаспоры на его могиле установлен мраморный памятник.

## Этимология
Есть несколько версий, объясняющих название станицы:
1. Наименование Букановской происходит от фамильного прозвища её основателя или «именитого первожителя» (Л. М. Щетинин).
2. Слово «букан» означает «суровый, неприступный человек», каким и был, очевидно, один из первых поселенцев (В. Шумов).
3. «Букан» — это камышовый навес или шалаш. Само слово имеет тюркскую основу.

## Население
Население — 953 жителя (2010).

## Достопримечательности
- 26 июля 2014 года в центре станицы прошло мероприятие, посвящённое открытию памятной стелы «Памяти воинов Советской Армии, героически погибших в августе-сентябре 1942 года на Букановском плацдарме», содержащей списки бойцов, похороненных в братской могиле на мемориальном кладбище в станице Букановской[5]. На мемориальной стеле, установленной здесь, выгравировано 383 фамилии погибших воинов.
- В 2005 году, в честь 100-го юбилея со дня рождения Шолохова был создан сквер его имени на месте Покровской церкви. Завершающим элементом аллеи стал камень из гранита, на котором начертаны строки из знаменитого «Тихого Дона»[6].
- Дом писателя, в котором он останавливался.
- Музей истории и культуры традиционного казачьего природопользования.

До 1930-х годов в станице стояла Покровская церковь Божьей Матери. Построена в 1819 году. До этого стояла деревянная церковь, построенная в 1760 году.

## Инфраструктура
В станице есть электричество, вода, газ (с 2010).
На территории Букановского сельского поселения сложилась социальная инфраструктура — имеются:
- Средняя общеобразовательная школа (построена в 1864 году). До 1864 года здесь была церковно-приходская школа.
- Детский сад (построен в 1976 году)[10].
- Участковая больница;
- Почтовый узел связи;
- Отделение сберегательного банка;
- Дом культуры;
- Библиотека.

## Праздник «Хопёрские зори Михаила Шолохова»
С 2005 года в станице проводят праздник «Хопёрские зори Михаила Шолохова».